# Pfalzgraf
Hành cung Bá tước (tiếng Latinh: Comes palatinus, tiếng Đức: Pfalzgraf) là một tước vị quý tộc cao cấp trong Đế quốc La Mã Thần thánh. Thuật ngữ tiếng Anh là Count Palatine, Earl Palatine hoặc Palsgrave. Cùng với Phiên địa Bá tước (Markgraf), Phong địa Bá tước (Landgraf), Hành cung Bá tước là tước vị quý tộc cao hơn bậc Bá tước thông thường, tương đương bậc Công tước, được xếp vào bậc Quận công hoặc Hầu tước.
Nguyên thủy, đây là một tước hiệu của những quý tộc mang tước vị Bá tước, được Hoàng đế bổ nhiệm vai trò khâm sai của hoàng đế, cai quản các lãnh địa thuộc sở hữu hoàng gia. Ngoài ra, vị trí này là trung gian giữa Hoàng đế và thần dân, kiêm thêm nhiệm vụ cai quản chỗ ở của Hoàng đế ngự đến được gọi là Kaiserpfalz, theo nôm na văn hóa Đông Á thì tương đương với Hành cung (行宫; nên Hán ngữ cũng dịch tước vị này là Hành cung Bá tước). 
Tước vị Pfalzgraf ban đầu gắn liền với chức vụ khâm sai do hoàng đế bổ nhiệm. Tuy nhiên, về sau, các Pfalzgraf ngày càng phát triển thế lực, nắm được thực quyền cai trị lãnh địa, tự truyền vị cho con cháu, được công nhận là chư hầu của hoàng đế, đứng vào đẳng cấp Fürst.